# Chlorothraupis carmioli
La tangara de Carmiol (Chlorothraupis carmioli), también denominada frutero de Carmiol, tangara aceitunada (en Costa Rica), tangara olivácea (en Nicaragua) o guayabera aceitunada (en Colombia), es una especie de ave paseriforme de la familia Cardinalidae, perteneciente al género Chlorothraupis, anteriormente clasificado en la familia Thraupidae. Es nativa del este de América Central y extremo noroeste de América del Sur.

## Distribución y hábitat
Se distribuye por la pendiente y tierras bajas caribeñas (y muy localmente por la del Pacífico), desde el este de Nicaragua, por Costa Rica, Panamá, hasta el extremo noroeste de Colombia (Chocó).
Esta especie es considerada bastante común, pero local, en sus hábitats naturales: el sotobosque y los bordes de selvas húmedas de estribaciones montañosas, en altitudes entre 300 y 1200 m.

## Sistemática

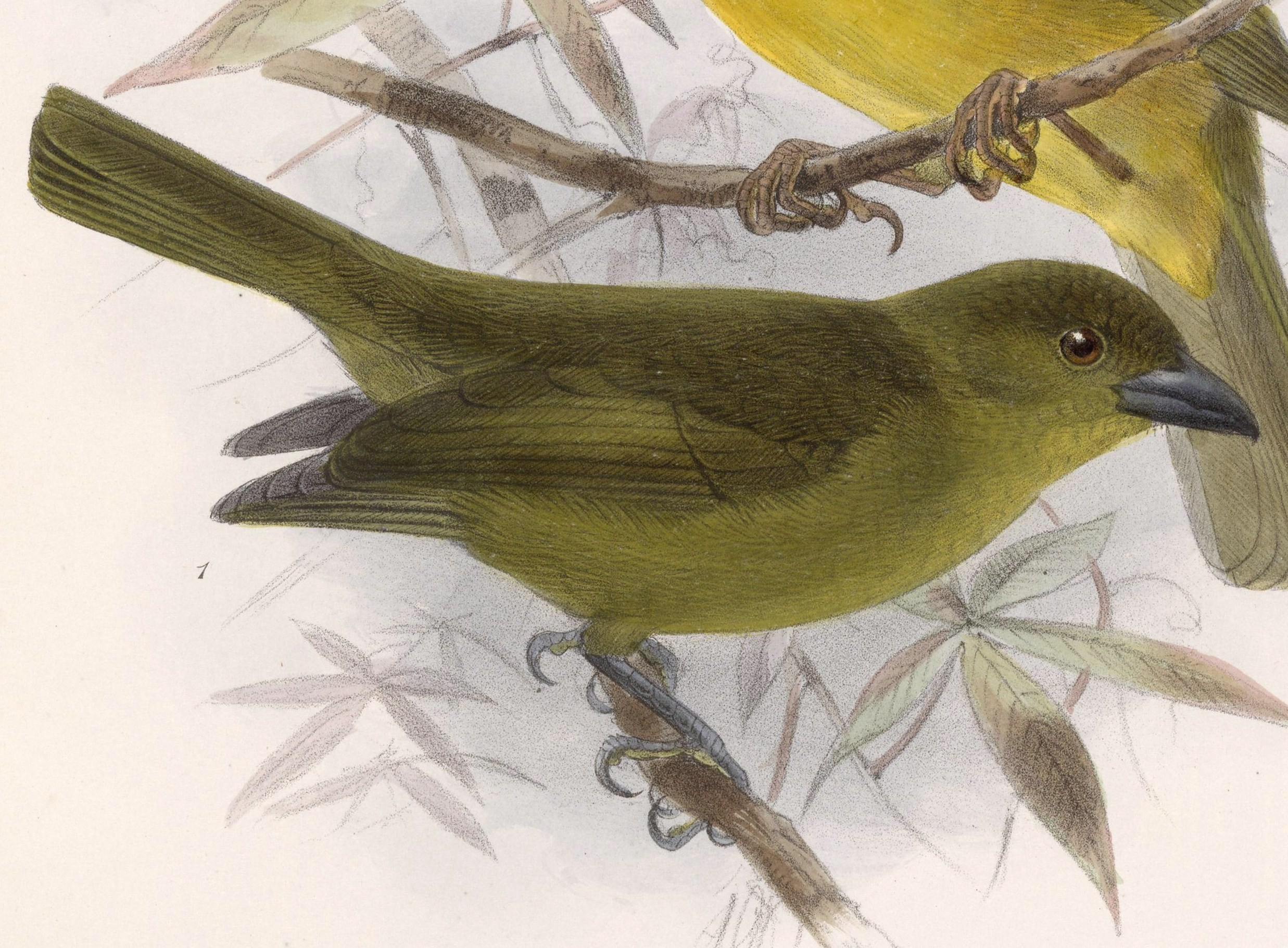
Phoenicothraupis carmioli, ilustración de Keulemans en Biologia Centrali-Americana, 1902.

### Descripción original
La especie C. carmioli fue descrita por primera vez por el ornitólogo estadounidense George Newbold Lawrence en 1868 bajo el nombre científico Phoenicothraupis carmioli; su localidad tipo es: «Angostura, Costa Rica».

### Etimología
El nombre genérico masculino «Chlorothraupis» se compone de las palabras del griego «khlōros» que sinifica ‘verde’, y «θραυπίς thraupis», un pequeño pájaro desconocido, tal vez algún tipo de pinzón; en ornitología thraupis significa «tangara»; y el nombre de la especie «carmioli», conmemora a Franz Carmiol, inmigrante alemán, residente y recolector en Costa Rica.

### Taxonomía
La especie sudamericana Chlorothraupis frenata, la tangara embridada, tradicionalmente tratada como una subespecie de la presente, ya era separada como especie plena por diversos autores y clasificaciones, como Ridgely & Tudor (2009), el Congreso Ornitológico Internacional (IOC), Aves del Mundo (HBW) y Birdlife International (BLI), y más recientemente Clements checklist/eBird, con base en diferencias de plumaje y vocalización y la gran separación geográfica. El Comité de Clasificación de Sudamérica (SACC), en la Propuesta No 950 ratificó esta separación; así como también el Comité de Clasificación de Norte y Mesoamérica (N&MACC) en la Propuesta 2023-A-12.

### Subespecies
Según las clasificaciones del Congreso Ornitológico Internacional (IOC) y Clements Checklist/eBird se reconocen tres subespecies, con su correspondiente distribución geográfica:
- Chlorothraupis carmioli carmioli (Lawrence), 1868 – pendiente y tierras bajas caribeñas y muy localmente en la pendiente pacífica en pasos bajos, desde el este de Nicaragua al sur hasta el extremo noroeste de Panamá (vecindades de Almirante Bay).
- Chlorothraupis carmioli magnirostris Griscom, 1927 – oeste de Panamá, ambas pendientes en Veraguas.
- Chlorothraupis carmioli lutescens Griscom, 1927 – desde el centro de Panamá (Coclé y Colón localmente al este hasta San Blas y noroeste de Darién, generalmente al norte y al este de los valles de los ríos Chepo y Chucunaque, y en el Cerro Tacarcuna) y adyacente extremo noroeste de Colombia (laderas del Cerro Tacarcuna, en Chocó).